# Drummer boy (stripalbum)
Drummer boy is het 31ste album uit de stripreeks De Blauwbloezen. Het werd getekend door Willy Lambil en het scenario werd geschreven door Raoul Cauvin. Het album werd uitgegeven in 1990.

## Verhaal
Bij een inschrijving voor het leger van de Noordelijke unie staat een puber in de rij die wil tekenen. Korporaal Blutch ziet dit en verbiedt het. Hij vertelt dat de oorlog zoveel gruwel met zich meebrengt en dat hij er te jong voor is. De jonge Pucky weigert te luisteren en gaat opnieuw in de rij staan. Door een misverstand helpt Sergeant Chesterfield de jongen vooraan, zodat die kan tekenen. Blutch wordt hierover boos en verwijt Chesterfield, dat die te weinig hersencellen heeft. Pucky wordt al gauw gepromoveerd door generaal Alexander tot trommeljongen en krijgt Chesterfield als zijn mentor. Blutch wordt wegens zijn laatste ruzie tot hulpkok gedegradeerd. De jongen wordt tijdens diverse slagvelden ingezet en terwijl om hem heen iedereen sneuvelt blijft hij fier overeind. De generale staf begint door te krijgen dat Pucky mogelijk een spion is. De jongen probeert te ontsnappen, maar wordt gepakt. Blutch komt erachter dat de jongen een inzet is van de Zuidelijken. Hij gaat dan op eigen risico op zoek naar de broer van Pucky. Als hij hem vindt sluiten ze een overeenkomst, maar een oude bekende gooit roet in het eten...

## Personages in het album
- Blutch
- Sgt. Chesterfield
- Pucky, een trommeljongen (Drummer boy).
- Generaal Alexander
- Kapitein Stilman
- Sergeant Potts zuidelijke soldaat
- Kakkerlak zuidelijke soldaat